# American Journal of Mathematics
American Journal of Mathematics (Periódico Americano de Matemática) é um periódico (revista) de matemática bimestral publicado pela editora Johns Hopkins University Press, fundado em 1878 por James Joseph Sylvester. É o mais velho periódico de matemática no hemisfério ocidental em publicação contínua.